# Burgas
Burgas (bulharsky Бургас) je město ve východním Bulharsku, na břehu Černého moře. Žije zde 202 766 obyvatel a jedná se tedy o čtvrté největší město v zemi. Burgas je nejdůležitější ekonomické, dopravní, administrativní a kulturní centrum v jihovýchodním Bulharsku, zároveň je správním střediskem stejnojmenné obce a okresu, stejně jako sídlem regionálních a národních institucí. Ve městě se nachází největší chemická a ropná rafinérie v jihovýchodní Evropě, která je největším zaměstnavatelem v Bulharsku. K dispozici je druhé největší mezinárodní letiště v Bulharsku, největší přístav a jediný přístav pro tankery v zemi. V Burgasu sídlí černomořská rybářská flotila, bulharské vojenské námořnictvo a pobřežní stráž.

## Historie
Nejstarší osídlení na území dnešního Burgasu je z období pozdního neolitu a chalkolitu – cca 6000–4000 let př. n. l. – v jižní části města. Jednalo se o zemědělskou a rybářskou vesnici. Byla dokumentována též produkce mořské soli. Jednalo se o předindoevropské kmeny.
Ze 7. stol. př. n. l. pochází opevněný thrácký přistav s tržištěm v jižní části města, později známý jako Poros/Foros, který fungoval do konce antiky. Na vrcholku kopce Šiloto (tj. Šídlo – 208 m) je ze stejného období zdokumentovaná thrácká pevnost, která střežila nedaleký měděný důl a zanikla asi ve 2. stol. př. n. l. V oblasti dnešního centra města vznikla další pevnost s přístavem – Pirgos. Slovo je řeckého původu a znamená věž či maják, který se ve městě také nacházel. Na severu města, v místě kde vyvěrá léčivé bahno, se kolem chrámu nymf a lázní, které fungují dodnes, vytvořilo městečko Thermopolis, latinsky Aquae Calidae (tj. Teplé Vody).
V římské době (1.– 4. stol.) v Pirgosu sídlila vojenská posádka, byl zde významný přístav a též fungovala loděnice. Region těžce utrpěl za gótských a hunských nájezdů v druhé polovině 4. a v 5. století. Východořímský (byzantský) císař Justinián I (527–565) opevnil též Thermopolis. V období let 705–969 cela oblast několik krát přecházela mezi Byzanci a 1. Bulharskou říší (681–1014), než jí císař Jan I Tsimiskes (963–976) roku 969 trvalé navrátil Byzanci.
V období 2. Bulharské říše (1185–1396) se oblast Burgasu opět často stala jablkem sváru mezi Bulharském a Byzanci. Za 4. kruciáty byla zničena Thermopolis a její léčebné lázně. Lázně byly později obnovené, město již ne. Okolo roku 1361 Burgas a jeho okolí nakrátko ovládli Turci, ale již 1363 ho Amedeo Savojský ovládl a navrátil Byzanci. Turci se vrátili, tentokrát na více než 430 let, až v létě 1453, v měsících po pádu Konstantinopole (29. května).
Zde Osmané zřídili vojenskou pevnost; v 17. století už tu žilo 3000 lidí a město dostalo konečně svůj dnešní název. Moderní přístav vznikl v letech 1894–1903, díky němu rozkvetl obchod a město se stalo centrem celé oblasti. V roce 1903 sem také dorazila železnice, vznikly nové závody na zpracování ropy a později i výrobu chemických látek. V minulém století tu bylo založeno i několik univerzit a zóna volného obchodu. Po pádu socialismu se v Burgasu začala výrazněji rozvíjet i turistika, město je dnes díky mezinárodnímu letišti přímořským letoviskem.

## Geografie
Město se nachází ve východní části Burgaské pláně, který se nachází na východ od Hornothrácké nížiny. Nachází se v nejzápadnějším bodě na pobřeží Černého moře, v zálivu, který je největším a nejvíce zasahujícím do pevniny na bulharském pobřeží Černého moře. Město je obklopeno jezery Burgas, Atanasovsko a Mandra na západě, severozápadě a jihozápadě, a na východě Černým mořem. Mezi Burgasem a hladinou jezera Mandra se tyčí 209 m vysoký vrchol Varly Bryag. To je také nejvyšší bod Burgasu.

## Sport
- PSFK Černomorec Burgas – fotbalový klub[2]

## Teroristický útok v roce 2012
Na burgaském letišti se ve středu 18. července 2012 v 17:30 místního času odehrál teroristický útok, při kterém zemřelo nejméně šest lidí a třicet dva lidí se zranilo. Stalo se tak v autobuse s izraelskými turisty, který vybuchl. Izraelský premiér Benjamin Netanjahu okamžitě (ještě ten samý den a dříve, než byli vyslechnuti všichni svědci a policie začala vyšetřování) z činu obvinil Írán a řekl: „Na íránský teror tvrdě odpovíme“.

## Partnerská města
- Alexandrupoli, Řecko
- Batumi, Gruzie
- Gdaňsk, Polsko
- Homel, Bělorusko
- Hamburk, Německo
- Jen-tchaj, Čína
- Krasnodar, Rusko
- Miskolc, Maďarsko
- Pavlodar, Kazachstán (2022)
- Rotterdam, Nizozemsko
- San Francisco, Spojené státy americké
- Yalova, Turecko